# Ніколаєвська сільська рада (Благовіщенський район, Башкортостан)
Нікола́євська сільська рада (рос. Николаевский сельский совет) — муніципальне утворення у складі Благовіщенського району Башкортостану, Росія. Адміністративний центр — село Ніколаєвка.

## Населення
Населення — 1027 осіб (2019, 1105 в 2010, 976 2002).

## Склад
До складу поселення входять такі населені пункти:
| Населений пункт      | Населення, осіб (2002) | Населення, осіб (2010) |
| -------------------- | ---------------------- | ---------------------- |
| Андрієвка, присілок  | 26                     | 33                     |
| Дмитрієвка, присілок | 309                    | 343                    |
| Куреч, присілок      | 54                     | 49                     |
| Ніколаєвка, село     | 576                    | 668                    |
| Сунеєвка, присілок   | 11                     | 12                     |